# Kali Fasteau
Kali Z. Fasteau (auch Zusaan Kali Fasteau, * 9. März 1947  in Newark, New Jersey; † 20. November 2020 in Monroe (New York)) war eine US-amerikanische Jazzmusikerin (Saxophon, Flöten, Perkussion, Synthesizer, Piano) und Musikwissenschaftlerin.

## Leben
Fasteau wuchs zunächst in Paris und dann in der New Yorker Region auf. Sie stammt aus einer musikalischen Familie und erhielt ihren Klavierunterricht zunächst von Olga Heifetz, der Schwägerin von Jascha Heifetz. Daneben spielte sie Cello. Auf dem Reed College (1964 bis 1968) lernte sie viel im Austausch mit ihrem Mitstudenten Larry Karush. Anschließend studierte sie an der Wesleyan University Musikethnologie, aber auch Jazzimprovisation bei Ken McIntyre und Clifford Thornton. 1976 ging sie in die Türkei, um dort bei Akagunduz Kutbay das Spiel der Neyflöte zu lernen. Zwischen 1980 und 1983 lernte sie indischen Gesang in Benares und Mumbai.
Von 1971 bis 1977 war sie mit dem vor allem durch sein Spiel mit John Coltrane bekannten Bassisten und Bassklarinettisten Donald Garrett verheiratet, mit dem sie auch spielte und aufnahm. Später war der Bluesmusiker und Tontechniker James C. Jamison ihr Ehemann.
Sie spielte in den 1970er Jahren bei Archie Shepp und bei Noah Howard und war auch an deren Platteneinspielungen beteiligt. Später arbeitete sie mit Beaver Harris, Rashied Ali, William Parker, Joe McPhee, Oliver Lake, Joseph Jarman, Marilyn Mazur, Hamid Drake, Andrew Cyrille, Bobby Few, Henry Grimes, Johnny Dyani, Christian McBride, Sirone und Sabir Mateen.
Mit ihrem Ensemble hatte sie Auftritte in der New York Town Hall, im Lincoln Center und im Solomon R. Guggenheim Museum, im Musée National d’Art Moderne in Paris, im Museum Theatre in Chennai, dem Boston Center for the Arts und auf zahlreichen Festivals.
Fasteau wirkte in dem Dokumentarfilm Down to the Crux von Michael Lucio-Sternbach mit. In ihren indischen Jahren war sie ferner an der Produktion von Filmmusiken beteiligt.

## Diskographische Hinweise
- The Sea Ensemble: After Nature (Red Records, 1977), mit Donald Garrett
- Worlds Beyond Words (Flying Note Records, 1989), u. a. mit James C. Jamison, Bob Cunningham, Rashied Ali
- Prophecy (Flying Note Records, 1993), mit Shela Somalia Richards, William Parker, Oscar Brown, Jr. Newman Taylor Baker, Ronnie Burrage, Badal Roy, Ron McBee
- Sensual Hearing (Flying Note Records, 1997), mit Daniel Carter, Bobby Few, Somalia Richards, William Parker, Ron McBee, Malick Sow, Jin Hi Kim, Göksel Baktagir, Ferruh Yarkın
- Comraderie (Flying Note Records, 1999), mit Bobby Few, Noah Howard, Joe McPhee, Sonelius Smith, Warren Smith, Michael Wimberly
- Oneness (Flying Note Records, 2003), mit L. Mixashawn Rozie, Okkyung Lee, Newman Taylor Baker, Marvin Bugalu Smith, Ron McBee
- Vivid (Flying Note Records, 2004), mit Joe McPhee, Sabir Mateen, William Parker, Hamid Drake, Ron McBee
- Intuit (Flying Note Records, 2016), mit Kidd Jordan, L. M. Rozie